# Wuvulu
Wuvulu (deutsch veraltet: Tigerinsel oder Matyinsel) ist eine Insel der Westlichen Inseln des Bismarck-Archipels. Administrativ gehört das Eiland zur Provinz Manus in Papua-Neuguinea.

## Geographie
Wuvulu ist die westlichste Insel des Bismarck-Archipels und liegt 416 km von der Hauptinsel Manus entfernt. Die Insel Neuguinea ist ca. 260 km in südlicher Richtung gelegen. Die 14 km² große Insel vulkanischen Ursprungs erreicht eine maximale Höhe von 3 Metern über dem Meeresspiegel und wird von einem Korallenriff umschlossen.

## Geschichte
Die Insel wurde 1545 von dem spanischen Seefahrer Íñigo Ortiz de Retes entdeckt und 1767 von dem Briten Philipp Carteret wiedergefunden.
1893 lief ein Dampfschiff der deutschen Neuguinea-Kompagnie auf der Suche nach Arbeitskräften die Insel an. Da keine Arbeitskräfte vorgefunden wurden, erwarben die Kaufleute aber ethnologische Artefakte auf der relativ unberührt gebliebenen Insel. Die Stücke wurden an das Ethnologische Museum in Berlin überstellt und wurden von Felix von Luschan, zu dieser Zeit Direktorialassistent des Museums, eingehender untersucht. Luschan stellte große Unterschiede zu den auf Neuguinea erworbenen Artefakten fest, was ihn zu dem Schluss veranlasste, dass Wuvulu nicht zum Melanesischen Kulturraum zu rechnen sei und weder Metall noch Tabak auf der Insel bekannt waren. In der Folge sollte die Insel auf Betreiben Luschans näher untersucht werden, um die Besiedlungsgeschichte der Region näher zu erforschen. Im Januar 1896 ließ der für Hernsheim & Co in Rabaul tätige Max Thiel eine Station auf Wuvulu errichten, die allerdings bereits im März 1896 zerstört aufgefunden wurde. In der Folge beauftragte Thiel weitere ethnographische Sammler, auf Wuvulu tätig zu werden, darunter auch Franz Emil Hellwig, allerdings nicht, um die wissenschaftliche Forschungsarbeit voranzutreiben, sondern hauptsächlich aus Profitgier. Zu dieser Zeit wurden über 3000 Artefakte von Wuvulu abtransportiert, für die Thiel in Hamburg eine Ausstellung zum Weiterverkauf an europäische Museen organisierte.
Die Vorkommnisse auf Wuvulu gelten heute als typisches Negativbeispiel für die unwissenschaftliche und nicht zielgerichtete Sammlung ethnographischer Artefakte, die wissenschaftliche Aufarbeitung unmöglich machten und in der betreffenden Region eine regelrechte Massenproduktion der nachgefragten Objekte auslöste.
Die Insel wurde nun häufig von Europäern besucht, so von Richard Parkinson 1899 und Heinrich Rudolph Wahlen 1900, bei dem die Malaria auf Wuvulu eingeschleppt wurde, wodurch sich die Bevölkerung drastisch reduzierte.

## Klima
Die durchschnittliche Temperatur liegt zwischen 21 und 35 °C. Die jährliche Niederschlagsmenge liegt zwischen 200 und 300 cm. Wuvulu liegt außerhalb der Zone pazifischer Wirbelstürme.

## Bevölkerung
1893 wurde die Bevölkerungszahl auf 2000 bis 2500 Menschen geschätzt. Als Hellwig die Insel 1902 erneut besuchte, schätzte er die Einwohnerzahl noch auf rund 1000 Bewohner.
Die 824 Bewohner zum Stand der Volkszählung 2000 verteilen sich auf die Dörfer Aunna (Auna) im Südwesten (396) und Onne im Nordwesten (428). Ernährungsgrundlage  bildet der Fischfang und die Subsistenzwirtschaft. Es werden Maniok, Taro und Süßkartoffeln angebaut.

## Verkehr
Auf Wuvulu existiert ein Flugfeld, IATA-Flughafencode: WUV.
Die Insel wird von Zeit zu Zeit von Kreuzfahrtschiffen angelaufen.